# 301年
| 千纪： | 1千纪                                                                                           |
| 世纪： | 3世纪 \| 4世纪 \| 5世纪                                                                         |
| 年代： | 270年代 \| 280年代 \| 290年代 \| 300年代 \| 310年代 \| 320年代 \| 330年代                       |
| 年份： | 296年 \| 297年 \| 298年 \| 299年 \| 300年 \| 301年 \| 302年 \| 303年 \| 304年 \| 305年 \| 306年 |
| 纪年： | 辛酉年（鸡年）；西晋永康二年，永宁元年；赵廞太平二年；司马伦建始元年                            |

## 大事记
- 圣马力诺
  - 9月3日——圣马力诺建国。
- 晋司马伦篡位，改元建始，并尊晋惠帝为太上皇。三月，齐王司马冏、成都王司马颖、河间王司马颙、常山王司马乂等起兵。司马伦兵败赐死。晋惠帝复位。
- 十月，略陽巴氐人李特、李雄領導秦州、雍州六郡流民在益州（治今四川省成都）起義。

## 逝世
- 趙王司馬倫（？－301年），西晉八王之亂中其中一王。
- 胡淵，晉秦州刺史胡烈之子，魏車騎將軍胡遵之孫。
- 何攀，西晉西城侯、兗州刺史。（244年出生）